# Kohärenz (Linguistik)
Mit dem Begriff der Kohärenz wird in der Sprachwissenschaft der Zusammenhang zwischen aufeinanderfolgenden Sätzen oder Sprechakten beschrieben, durch den sie zu einem Text beziehungsweise zu einem Gespräch werden und eine bestimmte kommunikative Funktion erfüllen können.

## Kohärenzmittel
Die für einen Text notwendige Kohärenz einer Folge von Sätzen hängt nicht von eingesetzten typographischen Mitteln ab. Auf grammatischer Ebene ist die kohärente Struktur von Satzfolgen eines Textes nicht allein zu beschreiben durch die ausdrucksseitig explizit gegebenen syntaktischen Beziehungen – wie Verweis und Wiederaufnahme – zwischen Elementen verschiedener Sätze. Für eine Kohärenz wesentlich sind ebenso die inhaltsseitig implizit vorliegenden semantischen Verknüpfungen von Begriffen, sowie eventuell verwendete rhetorische Stilmittel. Darüber hinaus sind die thematischen Bezüge und der jeweilige Kontext von Bedeutung, um einen Zusammenhang von ausgedrückten Satzinhalten herzustellen und den Textzusammenhang zu erkennen. Dass schließlich ein Rezipient derart Kohärenz konstruieren kann, hängt nicht zuletzt von dessen Kompetenz ab, interpretieren und verstehen zu können.

## Kohärenz im engen und im weiteren Sinn
Von der Kohärenz wird oftmals die Kohäsion abgegrenzt, die sich eher auf einen oberflächlich betrachteten Zusammenhalt bezieht (etwa die syntaktische Form) und weniger auf den inhaltlichen Zusammenhang. Der Begriff der Kohärenz in weiterem Sinn umfasst jedoch alle Mittel, die Sätze in einem Text miteinander verbinden, also auch jene, die unter Kohäsion zu verstehen sein können.

## Transtextuelle Kohärenz
Die Kohärenz eines Gesprächs zeigt sich zum Beispiel darin, dass in Situationen bestimmte Reaktionen erwartbar sind, die aus vorangegangenen Sprechakten folgen können oder sollten. So kann auf eine Begrüßung wieder eine Begrüßung erwartet werden, oder auf eine Frage eine Antwort. Kohärenz spielt daher auch in der Pragmatik eine Rolle.
Konzepte:
- Isotopie,
- Präsupposition,
- Script,
- Frame,
- Thema-Rhema-Gliederung,
- Vernetzungsmuster